# 宝幢寺 (志木市)
宝幢寺（ほうどうじ）は、埼玉県志木市にある真言宗智山派の寺院。

## 歴史
創建年代は不明である。創建については諸説あり、祐円が開山したとも、中興したとも伝えられている。そのため歴代住職は祐円から数えることになっている。
江戸時代前期、江戸幕府第3代将軍徳川家光は、鷹狩で当地を訪れた際に、当寺にて休憩したことを縁に寺領10石を与えている。
当寺は度々火災に遭っており、記録に残るだけで3回も遭っている。本尊で秘仏となっている地蔵菩薩の台座が本体と異なっているのは、本体の地蔵像を持って避難させたからといわれている。

## 文化財
- 寶幢寺前の馬頭観音文字塔（志木市指定文化財 平成2年3月1日指定）[3]

## 交通アクセス
- 路線バス富士道入口停留所より徒歩6分。